# Masterplan (Oasis)
The Masterplan er titlen på det britiske band Oasis' fjerde album; udgivet i november 1998. Pladen, som består af en samling b-sider fra årenes første singler, opnåede en placering som 2 på den engelske hitliste, mens den på den amerikanske blot opnåede en 58. plads, og solgte omtrent 2 mill. eksemplarer verden over. 